# Дьячек, Михаил Романович
Михаи́л Рома́нович Дья́чек (род. 1 октября 1928, село Черниговка, Дальневосточный край) — бригадир монтажников строительно-монтажного управления Вилюйгэсстрой, Герой Социалистического труда (1971).

## Биография
Родился в крестьянской семье. С 1943 года работал на Спасском вагоноремонтном заводе электрообмотчиком, затем электриком, слесарем-инструментальщиком, токарем.
Служил в Советской Армии, затем работал на строительстве Иркутской гидроэлектростанции. С 1958 года работал на строительстве Вилюйской ГЭС — бригадиром монтажников, начальником участка механосборочных работ основного сооружения гидроузла.
Указом Президиума Верховного Совета СССР от 12 марта 1971 года за успехи в деле развития строительной отрасли и получение высоких показателей в работе Михаилу Романовичу Дьячеку было присвоено звание Героя Социалистического Труда с вручением ордена Ленина и медали «Серп и Молот».
В последующие годы работал на строительстве Нерюнгринской ГРЭС.

## Награды
- две медали «За трудовую доблесть» (11.1.1960, 4.10.1966)
- медаль Серп и Молот Героя Социалистического труда и орден Ленина (12.3.1971) — за выдающиеся успехи, достигнутые при строительстве первой очереди Вилюйской гидроэлектростанции, широкое внедрение в производство строительно-монтажных работ и новых прогрессивных методов труда[2][3].